# Rossjoycea
Rossjoycea is een geslacht van kevers uit de familie van de loopkevers (Carabidae). De wetenschappelijke naam van het geslacht is voor het eerst geldig gepubliceerd in 2011 door Liebherr.

## Soorten
Het geslacht Rossjoycea is monotypisch en omvat slechts de volgende soort:
- Rossjoycea glacialis Liebherr, 2011